# B.C.’s Quest for Tires
B.C.’s Quest for Tires ist ein Computerspiel aus dem Jahre 1983, das von der Computerspielefirma Sydney Development Corp. produziert und von der US-amerikanischen Firma Sierra On-Line vertrieben wurde. Das Spiel wurde produziert für die Heimcomputer Commodore 64, Atari-Heimcomputer, ColecoVision, ZX Spectrum, MSX und den Apple II. Es basiert auf dem US-amerikanischen Comic-Strip B.C. von Johnny Hart.
Ein Höhlenmensch auf Rädern bewegt sich ständig vorwärts durch horizontal scrollende Level, und der Spieler springt oder duckt sich, wenn sich Hindernisse nähern. Der Titel des Spiels ist ein Wortspiel mit dem zeitgenössischen Film Am Anfang war das Feuer.

## Spielprinzip
Der Spieler übernimmt die Rolle eines Höhlenmenschen names Thor, der die Aufgabe hat, seine Freundin „Cute Chick“ aus den Fängen eines Dinosauriers zu retten. Damit er dies erreicht, muss er mit seinem Steinfahrrad durch verschiedene Level reisen und in jedem Level unterschiedliche Gegner besiegen. In jedem Level muss Thor über Hindernisse wie Felsen oder Stalagmiten springen und unter anderen wie Ästen oder Stalaktiten durchtauchen. Zwischen den Leveln gibt es eine kurze Herausforderung (ein Vorläufer der Bosskämpfe in späteren Spielen). In der ersten Herausforderung springt Thor auf Schildkröten, um einen See zu überqueren und versucht dabei, dem Fat Broad auszuweichen. In einer anderen muss Thor sich mit dem Dookie Bird zusammentun, um über eine Lavagrube zu fahren. In einer weiteren Herausforderung versucht Thor, schnell genug zu werden, um über eine weitere Grube zu springen. In der letzten Herausforderung springt Thor auf Schildkröten, um einen weiteren See zu überqueren und versucht dabei, am Dinosaurier vorbeizuschleichen.
Es wurde ein Nachfolger im Jahre 1984 mit dem Titel B.C. II: Grog’s Revenge veröffentlicht.
Der Schwierigkeitsgrad der Spiele ist verhältnismäßig hoch.